# Jeff Stryker
Pour les articles homonymes, voir Stryker (homonymie).
Jeff Stryker (de son vrai nom Charles Casper Peyton) est un acteur pornographique bisexuel américain, né le 21 août 1962 à Carmi (Illinois). Il est considéré dans le milieu du divertissement adulte comme « une légende de la pornographie ».

## Biographie
Il commence sa carrière avec un film bisexuel réalisé par John Travis, The Switch is On (1985), puis enchaîne les films pornographiques gays : Powertool (1986), Bigger than Life, In Hot Pursuit (1987)... Son physique, (un corps bodybuildé, bien que de petite taille, un visage lisse et inexpressif et surtout un pénis de 20 centimètres) en font rapidement une star du porno et une valeur sûre. Invariablement actif et dominateur, bien que sa difficulté d'obtenir des érections totales est une constante dans tous ses films, peu sentimental, il impose dès le début des constantes dans son jeu. Il fait commercialiser de nombreux produits dérivés, dont un godemichet moulé sur son sexe et une figurine à taille réelle.
Désireux d'élargir son public, et bien que gay, l'acteur décide de tourner des films hétérosexuels dès 1987, avec moins de succès car sa crédibilité n'était pas trop visible. En 1989, il fonde sa propre société de production. Dès cette date, il commence à jouer avec ses propres codes et sort de son rôle monolithique : dans Powertool 2, il exécute une fellation, et dans On the Rocks (1990), il embrasse Joey Stefano.
Il a également tenu le rôle principal d'un film non pornographique pouvant être qualifié de nanar : Zombie 4 (1988). Selon Nick Nicholson, un autre acteur du film, il était à l'époque en couple avec le directeur de casting, ce qui expliquerait sa présence à ce dernier.
En 1993, il poursuit en justice la société Health Devices Inc., à qui il reproche de vendre sans son autorisation un godemichet modelé sur son sexe. 
Sa notoriété lui a valu de poser en costume de faune entouré de lapins en peluche pour les photographes Pierre et Gilles en 1991, et de jouer dans un court-métrage de Rosa von Praunheim, Can I Be Your Bratwurst, Please ? (1999). Il tire également profit de sa célébrité en défilant pour Thierry Mugler et en jouant dans des pièces de théâtre montées à son attention (Peep Show, 1998 ; Jeff Stryker Does Hard time).

## Récompense
- AVN Award de la meilleure scène gay, avec Derek Cameron (it), dans Jeff Stryker's Underground (1998)[8].
- GayVN Awards 1992 : Hall of Fame[9]
- Grabby Awards 2001 : Wall of Fame[10]